# Infias (Vizela)
Infias es una freguesia portuguesa del concelho de Vizela, con 1,86 km² de superficie y 1.765 habitantes (2001). Su densidad de población es de 948,9 hab/km².